# Enzo Altobelli
Enzo Altobelli (Napoli, 27 novembre 1926 – 1986) è stato un violoncellista italiano.

## Biografia
Appena quindicenne, siede già nell’orchestra sinfonica del Teatro San Carlo di Napoli, come racconta il suo amico Paolo Isotta nel libro La virtù dell’elefante.
Nella prima fase della sua formazione musicale, ha un ruolo determinante il violoncellista Sergio Viterbini (1890-1943) che diviene il suo maestro.
Nel 1944, ancora a Napoli, studia presso il Conservatorio di San Pietro a Majella, contemporaneamente al pianista Sergio Fiorentino. Insieme compaiono nel programma di quell’anno, suonando il repertorio classico nel concerto annuale che attinge ai giovani musicisti più talentuosi del Conservatorio.
Dopo gli anni della guerra, durante i quali muore il padre in un incidente, la musica ritorna nella città di Napoli dove, nel 1947, Enzo vince il primo premio assoluto all’International Ensemble Contest di Monza, (dove è in commissione Arturo Benedetti Michelangeli), con Mario Rocchi (violino) e Sergio Fiorentino, colleghi con i quali forma Il trio di Napoli.
In questo periodo, è ancora presente come strumentista nell’Orchestra Alessandro Scarlatti della RAI di Napoli e nel suo Complesso da Camera, con compagni cari come il pianista Vincenzo Vitale, i violinisti Mario Rocchi, Angelo Stefanato e il violista Bruno Giuranna.
Nel 1951, partecipa alla formazione del gruppo de I Musici con altri undici strumentisti italiani, alcuni studenti dei Corsi di perfezionamento dell’Accademia Nazionale di Santa Cecilia e di altre Scuole napoletane. L’idea è quella di creare un’orchestra da camera «inter pares», con sei violini, due viole, due violoncelli, un contrabbasso e un clavicembalo.
La sua originalità è anche quella di costituire un organico senza un direttore, per raggiungere un’unione musicale egualitaria che possa creare un consenso nell’interpretazione del suo repertorio.
Emblematiche furono anche le parole di elogio, da parte di un direttore d’orchestra come Arturo Toscanini, che ascoltando I Musici, nell’aprile del 1952, durante una prova alla RAI di Roma, volle consegnare loro una sua fotografia con questa dedica: «Bravi, bravissimi! No, la musica non muore.»
Dopo il loro debutto il 30 marzo 1952 all’Accademia di Santa Cecilia, I Musici, noti anche come I Musici di Roma, furono protagonisti assoluti del mondo dei concerti internazionali. Insieme hanno raccolto l’eredità della musica italiana del settecento, contribuendo alla conoscenza di compositori di quel periodo, che allora erano quasi sconosciuti. 
Nel 1970, Enzo Altobelli decide di intraprendere, insieme ai violinisti Felix Ayo, Alfonso Ghedin ed il pianista Carlo Bruno, una nuova esperienza musicale, forse più profonda, fondando Il Quartetto Beethoven di Roma.
Registrano, tra gli altri, i quartetti di pianoforte di Mozart, Beethoven, Schumann, Brahms e Faurè, vincendo nel 1977 il Premio della critica italiana per la loro registrazione dei Quartetti per pianoforte di Beethoven.
Come primo violoncellista, su invito del Maestro Fasano entra a far parte dei I Virtuosi di Roma. Nel 1979, dopo la morte del maestro, costituisce il gruppo I solisti Italiani, mettendo insieme dodici solisti senza direttore.
Forma inoltre Il Trio Schostakovich, con Angelo Stefanato e Margaret Barton, per suonare il repertorio contemporaneo.
Nel campo didattico, è stato insegnante di violoncello al Conservatorio di Santa Cecilia a Roma.
Enzo Altobelli suonava un Pietro Guarneri del 1694.